# Swietłana Pieczorska
Swietłana Władimirowna Pieczorska z d. Dawydowa (ros. Светлана Владимировна Печёрская, z d. Давыдова, ur. 14 listopada 1968 w e wsi Smolinskoje w obwodzie swierdłowskim) – radziecka biathlonistka, reprezentująca również Wspólnotę Niepodległych Państw oraz Rosję. Srebrna medalistka igrzysk olimpijskich, wielokrotna medalistka mistrzostw świata, a także zdobywczyni Pucharu Świata.

## Kariera
W Pucharze Świata zadebiutowała 19 stycznia 1989 roku w Borowcu, zajmując 12. miejsce w biegu indywidualnym. Tym samym już w debiucie zdobyła pierwsze punkty. Pierwszy raz na podium zawodów pucharowych stanęła 28 stycznia 1989 roku w Ruhpolding, gdzie wygrała rywalizację w sprincie. W zawodach tych wyprzedziła swą rodaczkę - Jelenę Gołowiną i Mariję Manołową z Bułgarii. W kolejnych startach jeszcze 18 razy stawała na podium, odnosząc przy tym kolejne cztery zwycięstwa: 20 lutego 1990 roku w Mińsku i 24 stycznia 1991 roku w Anterselvie triumfowała w biegach indywidualnych, a 16 marca 1991 roku w Canmore i 25 stycznia 1992 roku w Anterselvie zwyciężała w sprintach. Najlepsze wyniki osiągnęła w sezonie 1990/1991, kiedy zwyciężyła w klasyfikacji generalnej oraz klasyfikacji biegu indywidualnego, a w klasyfikacji sprintu była druga. Sezon 1988/1989 ukończyła na trzecim miejscu, za Jeleną Gołowiną i Natalją Prikazczikową. Była też druga w klasyfikacji biegu indywidualnego i trzecia w sprincie. Trzecie miejsce w klasyfikacji sprintu zajęła również w sezonie 1989/1990.
Pierwsze medale wywalczyła podczas mistrzostw świata w Feistritz w 1989 roku. W biegu indywidualnym zajęła trzecie miejsce, ulegając Petrze Schaaf z RFN i Norweżce Anne Elvebakk. Zdobyła tam ponadto złote medale w sztafecie (razem z Prikazczikową i Gołowiną) oraz biegu drużynowym (razem z Prikazczikową, Gołowiną i Łuizą Czeriepanową). Złote medale w obu konkurencjach drużynowych zdobyła też na rozgrywanych rok później mistrzostwach świata w Mińsku/Oslo. Oprócz tego zwyciężyła w biegu indywidualnym oraz zajęła drugie miejsce w sprincie, rozdzielając Anne Elvebakk i jej rodaczkę - Elin Kristiansen.
Kolejne trzy medale zdobyła na mistrzostwach świata w Lahti w 1991 roku. Najpierw zajęła drugie miejsce w sprincie, plasując się za Norweżką Grete Ingeborg Nykkelmo a przed Jeleną Gołowiną. Następnie zwyciężyła w sztafecie i biegu drużynowym. Ostatni medal w zawodach tego cyklu zdobyła podczas mistrzostw świata w Nowosybirsku w 1992 roku, razem z Inną Szeszkil, Jeleną Biełową i Anfisą Riezcową zajmując drugie miejsce w biegu drużynowym.
Brała też udział w igrzysk olimpijskich w Albertville w 1992 roku, gdzie zdobyła srebrny medal w biegu indywidualnym. W zawodach tych rozdzieliła Niemkę Antje Misersky i Myriam Bédard z Kanady. Zajęła również 13. miejsce w sprincie.
W 1990 roku otrzymała tytuł Zasłużonego Mistrza Sportu ZSRR.

## Osiągnięcia

### Igrzyska olimpijskie
| Rok  | Miejscowość | Konkurencje | Konkurencje | Konkurencje | Konkurencje | Konkurencje | Konkurencje | Konkurencje |
| Rok  | Miejscowość | IN          | SP          | PU          | MS          | RL          | MR          | SR          |
| ---- | ----------- | ----------- | ----------- | ----------- | ----------- | ----------- | ----------- | ----------- |
| 1992 | Albertville | 2.          | 13.         | nd.         | nd.         | –           | nd.         | –           |

### Mistrzostwa świata
| Rok  | Miejscowość            | Konkurencje | Konkurencje | Konkurencje | Konkurencje | Konkurencje | Konkurencje | Konkurencje |
| Rok  | Miejscowość            | IN          | SP          | PU          | MS          | RL          | MR          | SR          |
| ---- | ---------------------- | ----------- | ----------- | ----------- | ----------- | ----------- | ----------- | ----------- |
| 1989 | Feistritz              | 3.          | 4.          | nd.         | nd.         | 1.          | nd.         | –           |
| 1990 | Oslo/Mińsk/Kontiolahti | 1.          | 2.          | nd.         | nd.         | 1.          | nd.         | –           |
| 1991 | Lahti                  | 6.          | 2.          | nd.         | nd.         | 1.          | nd.         | –           |
| 1995 | Anterselva             | 14.         | –           | nd.         | nd.         | 6.          | nd.         | –           |

### Puchar Świata

#### Miejsca w klasyfikacji generalnej
| Sezon     | Miejsce |
| --------- | ------- |
| 1988/1989 | 3.      |
| 1989/1990 | 5.      |
| 1990/1991 | 1.      |
| 1991/1992 | 4.      |
| 1993/1994 | 52.     |
| 1994/1995 | 34.     |
| 1995/1996 | 55.     |

#### Miejsca na podium chronologicznie
| Lp. | Dzień       | Rok  | Miejscowość  | Konkurencja                | Lokata | Pudła   | Czas biegu | Strata  | Zwycięzca               |
| --- | ----------- | ---- | ------------ | -------------------------- | ------ | ------- | ---------- | ------- | ----------------------- |
| 1.  | 28 stycznia | 1989 | Ruhpolding   | Sprint na 7,5 km           | 1.     | 0+0     | 24:43,9    | –       | –                       |
| 2.  | 7 lutego    | 1989 | Feistritz    | Bieg indywidualny na 15 km | 3.     | 1+1+1+0 | 1:06:11,2  | +1:14,0 | Petra Behle             |
| 3.  | 2 marca     | 1989 | Hämeenlinna  | Bieg indywidualny na 15 km | 2.     | 1+1+1+0 | 1:05:53,8  | +24,4   | Jelena Gołowina         |
| 4.  | 9 marca     | 1989 | Östersund    | Bieg indywidualny na 15 km | 3.     | 2+1+0+2 | 54:08,0    | +1:20,0 | Iwa Karagiozowa         |
| 5.  | 18 marca    | 1989 | Steinkjer    | Sprint na 7,5 km           | 2.     | 1+0     | 26:38,0    | +37,0   | Anne Elvebakk           |
| 6.  | 16 grudnia  | 1989 | Obertilliach | Sprint na 7,5 km           | 2.     | 0+0     | 21:29,7    | +46,4   | Jiřina Pelcová          |
| 7.  | 25 stycznia | 1990 | Ruhpolding   | Bieg indywidualny na 15 km | 2.     | 0+1+0+0 | 58:50,7    | +53,3   | Jelena Gołowina         |
| 8.  | 20 lutego   | 1990 | Mińsk        | Bieg indywidualny na 15 km | 1.     | 0+1+0+1 | 51:53,4    | –       | –                       |
| 9.  | 10 marca    | 1990 | Oslo         | Sprint na 7,5 km           | 2.     | 1+1     | 27:12,8    | +3,3    | Anne Elvebakk           |
| 10. | 13 grudnia  | 1990 | Les Saisies  | Bieg indywidualny na 15 km | 2.     | 0+0+0+1 | 1:03:46,9  | +0,8    | Jelena Gołowina         |
| 11. | 19 stycznia | 1991 | Ruhpolding   | Sprint na 7,5 km           | 3.     | 0+1     | 24:44,4    | +11,6   | Myriam Bédard           |
| 12. | 24 stycznia | 1991 | Anterselva   | Bieg indywidualny na 15 km | 1.     | 0+1+1+0 | 51:58,6    | –       | –                       |
| 13. | 19 lutego   | 1991 | Lahti        | Sprint na 7,5 km           | 2.     | 0+1     | 30:01,9    | +30,8   | Grete Ingeborg Nykkelmo |
| 14. | 7 marca     | 1991 | Oslo         | Bieg indywidualny na 15 km | 3.     | 2+0+1+0 | 56:18,9    | +2:04,3 | Antje Harvey            |
| 15. | 9 marca     | 1991 | Oslo         | Sprint na 7,5 km           | 3.     | 0+3     | 27:04,2    | +28,7   | Anne Elvebakk           |
| 16. | 14 marca    | 1991 | Canmore      | Bieg indywidualny na 15 km | 2.     | ?       | ?          | ?       | Elin Kristiansen        |
| 17. | 16 marca    | 1991 | Canmore      | Sprint na 7,5 km           | 1.     | 0+0     | 23:06,1    | –       | –                       |
| 18. | 25 stycznia | 1992 | Anterselva   | Sprint na 7,5 km           | 1.     | 0+0     | 24:21,7    | –       | –                       |
| 19. | 19 lutego   | 1992 | Albertville  | Bieg indywidualny na 15 km | 2.     | 0+1+0+0 | 51:47,2    | +11,3   | Antje Harvey            |